# 관교동
관교동(官校洞)은 대한민국 인천광역시 미추홀구에서 가장 작은 대한민국의 동이다. 관교동은 터미널, 대형쇼핑센터, 문학경기장, 종합문화예술회관 등을 주변에 포용하는 인천의 중심가로 대단위 아파트와 주택·상가지역이 밀집되어 있고, 다수의 초·중·고교로 교육타운을 형성하고 있는 인천의 문화,교육,교통의 중심지이다.
지명은 현재는 문학동에 편입되어 있는 인천도호부 관아(관청리)와 인천향교(향교리)에서 유래되었다.
관교동행정복지센터에 어린이도서관, 관교도서관이 3층에 위치해 있다.

## 연혁
- 조선말기 인천도호부 부내면 읍내리, 동촌승기리
- 1906년 인천부 구읍면 관청리, 향교리, 대승기리, 소승기리 (인천 읍치 제물포(현 중구청)로 이전)
- 1914년 4월 1일 인천부 구읍면 관청리, 향교리, 대승기리, 소승기리가 부천군 문학면 관교리[2], 승기리[3]로 통폐합
- 1936년 승기리 일부(지금의 주안8동)와 관교리 일부(지금의 주안7동 일부)가 인천부로 재편입되어 해당 편입 지역이 주안정의 일부가 되었고, 승기리 잔여지역은 관교리로 통폐합 됨
- 1940년 4월 1일 인천부에 재편입되어 원정(元町)이 됨
- 1946년 1월 1일 관교동으로 개칭
- 1967년 3월 30일 행정동 문학동에 편입[4]
- 1968년 1월 1일 구제 실시로 남구에 편입
- 1995년 12월 30일 문학토지구획 정리사업으로 관교동 일부가 법정동 문학동으로 편입 (인천도호부청사·인천향교 부지 포함)
- 1996년 3월 1일 문학동과 관교동 행정동 분동

옛 관교리 지역의 상당 부분은 현재 문학동 북부와 주안7동 남부에 소속되어 있으며, 지금의 관교동 영역은 대부분 옛 승기리(관교중 인근)와 관교리 남부 잔여 지역(인천터미널 일대)에 해당한다.

## 교육
- 인천관교초등학교
- 인천승학초등학교
- 관교중학교
- 관교여자중학교
- 남인천여자중학교
- 인명여자고등학교

## 문화
- 승학산체육공원
- 문학경기장

1990년대 초중반에 100여 개가 넘는 록 그룹이 이 지역을 중심으로 활동한 적이 있었다.

## 교통
- 인천종합버스터미널
- 인천터미널역

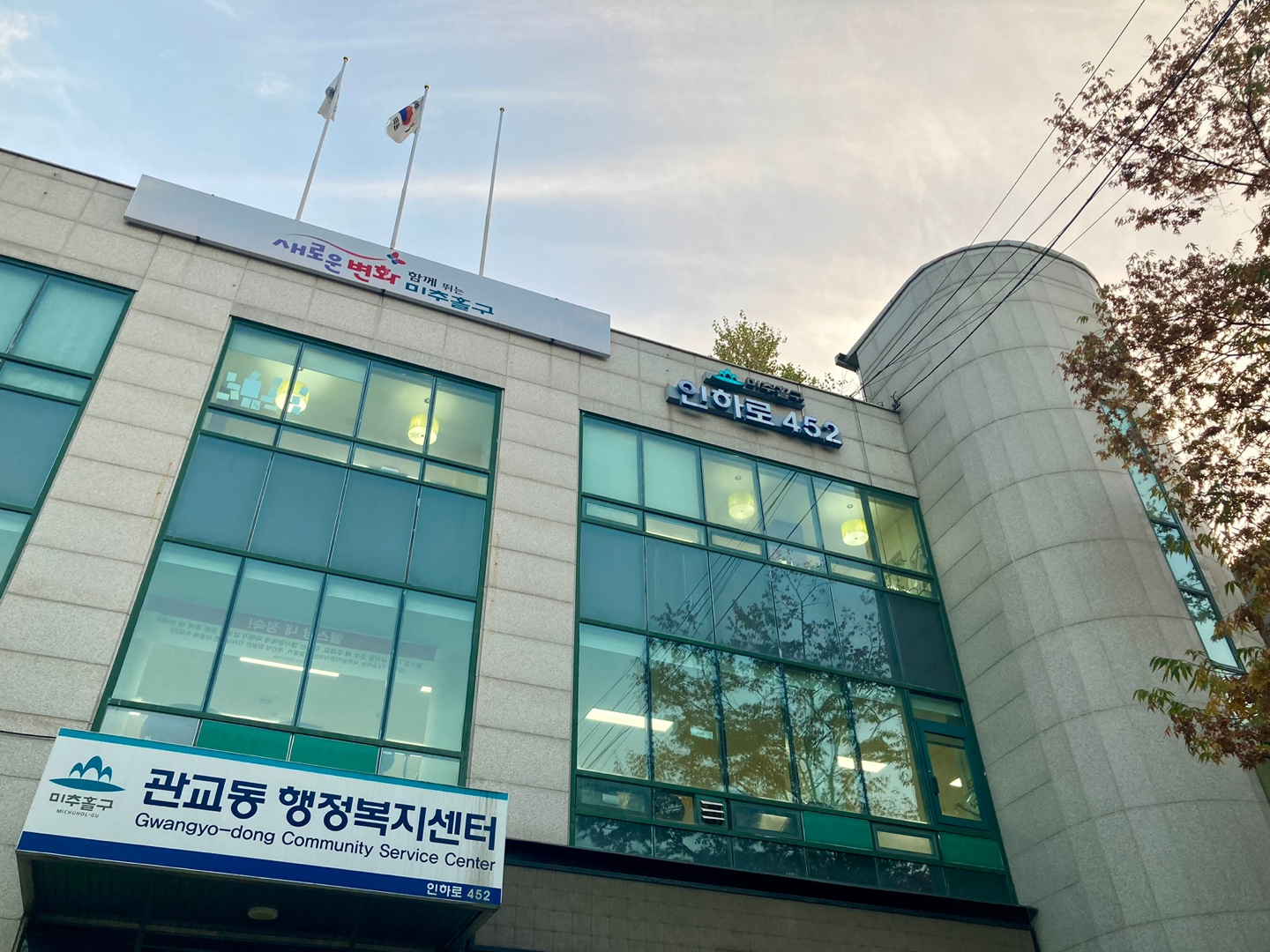
관교동행정복지센터 외관
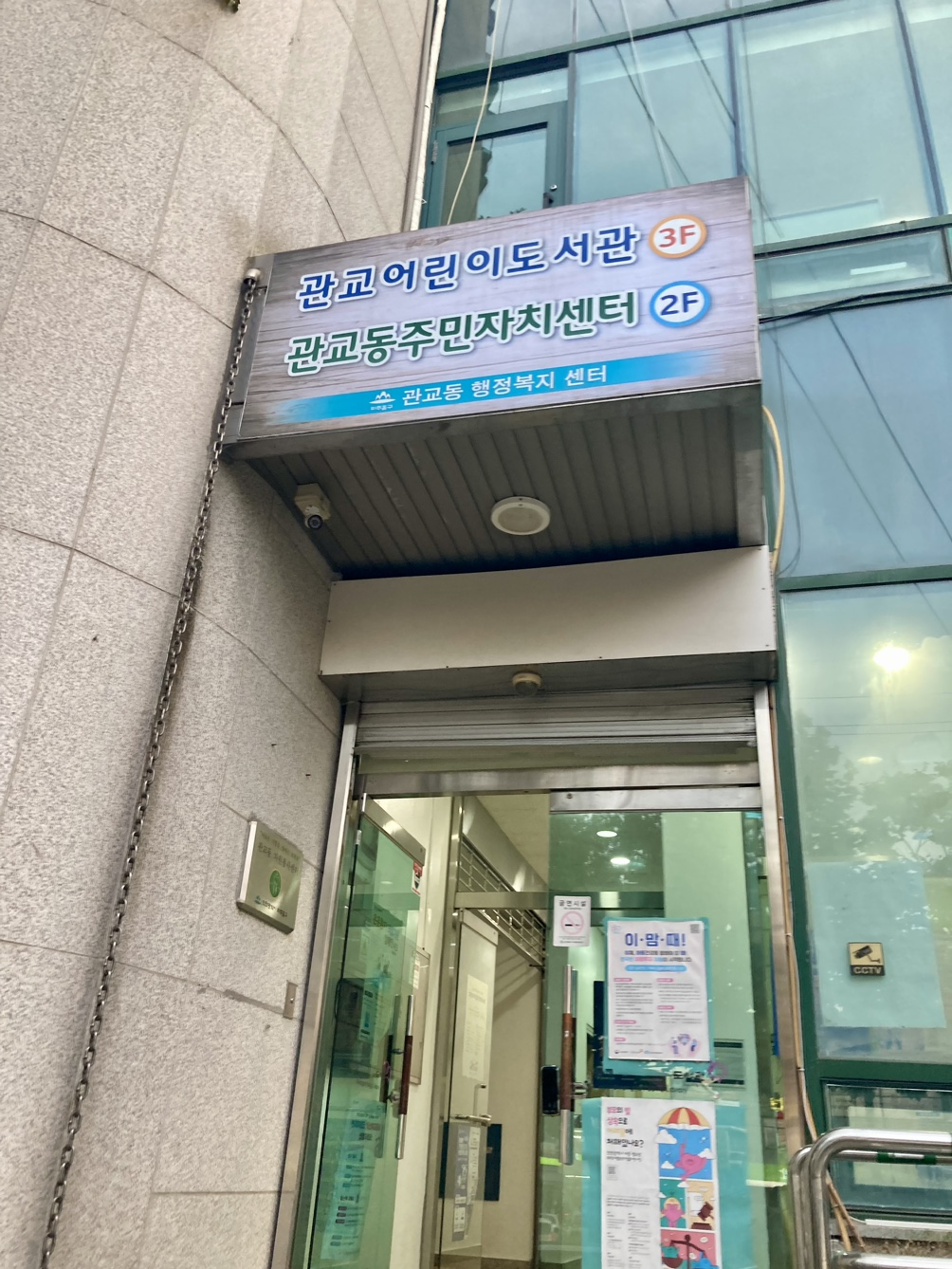
주민자치, 도서관 입구
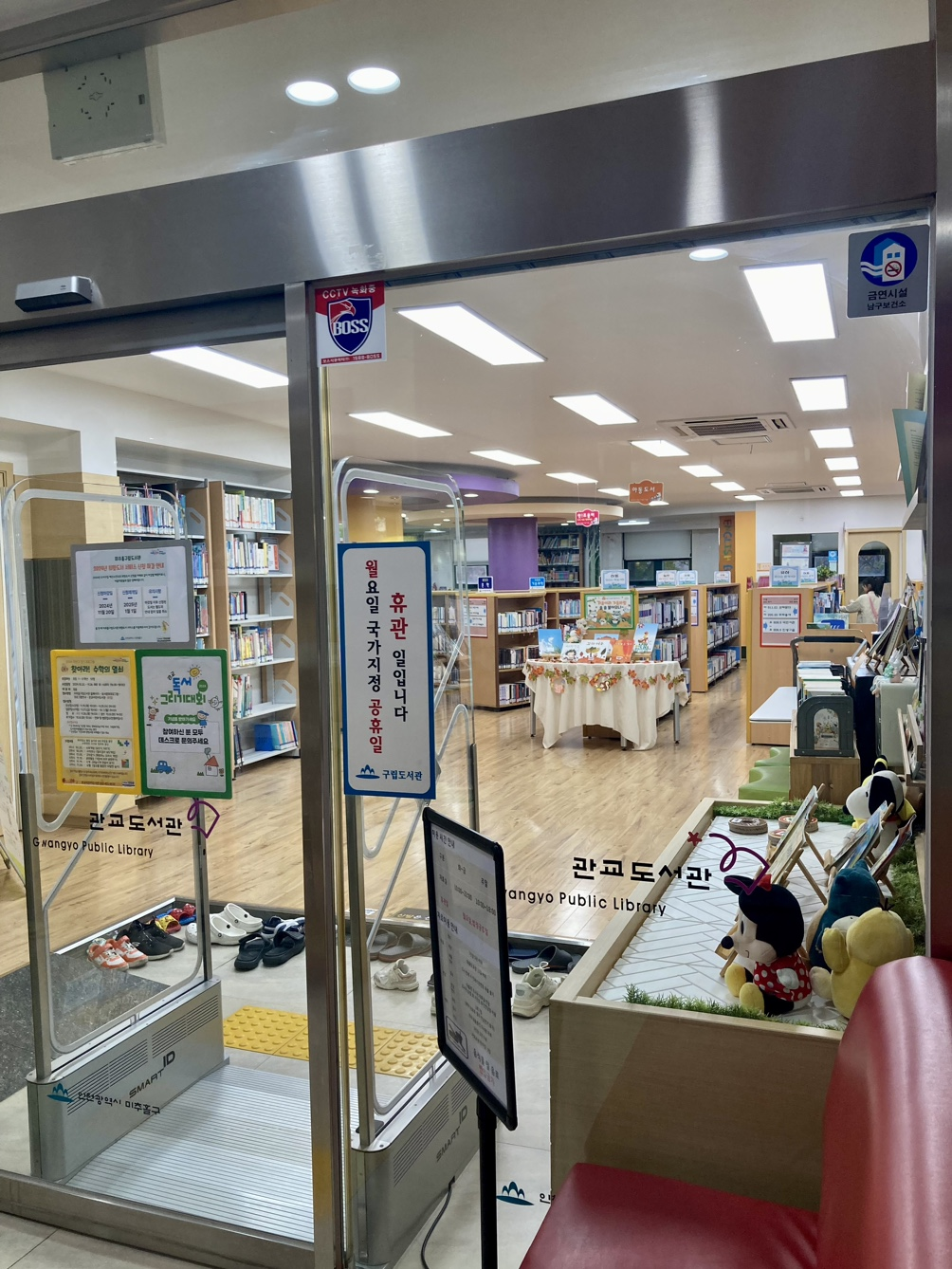
어린이도서관, 관교도서관